# 三國志戰記
《三國志戰記》是光榮公司製作的PS2策略模擬遊戲，於2002年2月14日發行。

## 概要
三國志戰記是採中國三國時代為背景，以國別為單位而進行的策略模擬遊戲。這一點雖與光榮發售的三國志系列遊戲相同，然而也有許多相異之處。舉例如下：
- 沒有內政的概念。
- 遊戲分成數段劇情。
- 每段劇情都定下目標，滿足其條件即可破關。

每個武將都有能對敵軍帶來重大損傷的戰法，玩家可在戰鬥中用它來擊破敵軍。另外，戰法不但可以單獨發動一次，還可以用連鎖接連發動後面的戰法，給敵軍重大打擊，就像在玩詰將棋一般環環相扣，讓玩家得到充分思考的樂趣。
遊戲的進行方式是採取戰略和戰鬥交互重複的形式。在戰略模式當中進行軍團的編成和移動，間諜的派遣和間諜活動，此外也可以在戰略模式中取得新的戰法。地圖上存在好幾個據點，據點之間連接著道路，軍團就在那些道路上行軍。戰略模式結束，軍團就按照指令移動，若我軍和敵軍在同一個據點，就會進入戰鬥模式。戰鬥模式的地圖為16×16的方格，軍團的配置和地形等諸多條件會依據點不同而變化。除此之外，在某些關係到劇情的戰鬥中，也會出現特殊的部隊配置。戰鬥模式一結束，各武將的等級會上升，君主可以處置俘虜，要是另一個據點有戰爭，就再次進入戰鬥模式，若沒有戰爭則回到戰略模式。
錄用武將的方法有兩種。派友好武將到相同據點，就可以起用在野武將。要是在戰鬥中用連鎖擊破敵軍，俘虜敵將，就可以說服他，起用敵方武將。敵將的階級愈高，就要用更多的連鎖擄獲他，除此之外，還有依劇情需要而絕對捕獲不了的武將。雖然在野武將也會主動來投，但機率不高。在特定劇情當中，也會有特定武將加入。
附帶一提，由於一代的武將一俘虜就可以錄用，因此到了遊戲終盤，敵方勢力也會陷入軍力過於薄弱的窘境。為了克服這點，三國志戰記二代設定了最大義理值這項隱藏參數，就算說服捕獲的武將，只要跟君主的相性不合，那麼除非是正史中曾經叛變的武將，否則都不會乾脆地答應仕官。為了確保武將可以錄用，就產生了事前做好內應工作的必要性。
由於這款遊戲是以軍師的視點出發，因此軍師在戰鬥中也扮演了重要的角色。軍師可以使用連環，連環能預先指定戰法，只要戰法一發動，即使是和該戰法完全連結不上的部隊，也可以對它發動連鎖，同時還能讓被施以連環的部隊無法行動。另外，二代的軍師還可以使用連擊指令，因此可以斷言，充分利用軍師的長處，就掌握了這款遊戲的精髓。

## 系列作介紹
|  | 2002年2月14日發售 - 遊戲中有劉備篇，曹操篇和孫策篇3個舞台。 - 在劇情中採取的行動會影響劇情分歧。 - 軍團的武將數最多有4人（軍團長1人，軍師1人，一般武將2人）。 - 友好武將在同一據點傳授戰法之際，能力也會提升。 - 指派有工作特性的武將進入戰場，他們會參與戰鬥，並在開戰前事先蓋好箭塔和糧倉。 - 可參與戰鬥的軍團最多有2個軍團，可參與戰鬥的部隊最多有10個部隊，包括工兵2隊。 - 遊戲中有增加戰法殺敵數的會心一擊。 - 遊戲中擁有讓我軍佔領優勢的秘策。 | 2003年6月26日發售 - 遊戲舞台追加了呂布篇。 - 在特定劇情中透過不同選項，本篇劇情會分歧為本篇和if篇。 - 滿足特定條件後，遊戲會出現本篇之外的外傳。 - 軍團的武將數最多10人（軍團長1人，軍師2人，一般武將7人） - 在戰法訓練所消費能力點數可習得戰法。 - 在仙人庵既能學會強力的戰法，也能獲得道具。 - 遊戲中各武將都有內定義理值，若不事先做好內應，光是捕獲1次是無法登用的。 - 遊戲採用了連擊系統，單一部隊可不斷發動自己持有的戰法。 - 安排友好武將的特定配置，就能發動友義戰法。 |

## 外部連結
- 三國志戰記官方網站（日文）（页面存档备份，存于）
- 三國志戰記2官方網站（日文）（页面存档备份，存于）
- 三國志戰記2官方網站（中文）（页面存档备份，存于）